# Eupanacra hollowayi
Eupanacra hollowayi är en fjärilsart som beskrevs av W. John Tennent 1991. Eupanacra hollowayi ingår i släktet Eupanacra och familjen svärmare. Inga underarter finns listade i Catalogue of Life.